# Các ngày nghỉ lễ ở Nhật Bản
Các ngày lễ ở Nhật Bản hay còn gọi là Ngày lễ Quốc dân (国民の祝日 (Quốc dân chi Chúc nhật) Kokumin no Shukujitsu) được thiết lập dựa theo Luật ngày lễ (国民の祝日に関する法律 Kokumin no Shukujitsu ni Kansuru Hōritsu) năm 1948 (đã tu chỉnh). Một điều luật trong luật này quy định nếu một ngày lễ rơi vào ngày Chủ nhật thì ngày làm việc kế tiếp sẽ là ngày lễ, gọi là ngày nghỉ chuyển giao (振替休日 furikae kyūjitsu). Ngoài ra, nếu một ngày nào đó (trừ Chủ nhật và các ngày lễ) xen vào giữa hai ngày lễ thì ngày đó cũng trở thành ngày nghỉ lễ, gọi là ngày nghỉ quốc dân (国民の休日 kokumin no kyūjitsu). Ví dụ, do ngày 4 tháng 5 nằm giữa Ngày kỷ niệm Hiến pháp (3 tháng 5) và Ngày thiếu nhi (5 tháng 5) nên ngày này cũng trở thành ngày nghỉ lễ, việc này kéo dài cho đến mãi khi ngày 4 tháng 5 được quy định là Ngày cây xanh từ năm 2007.
Trước khi Nhật Bản chấp nhận sử dụng lịch Gregory vào năm 1873 thì những ngày lễ của nước này được tính dựa theo âm dương lịch Trung Quốc. Chẳng hạn, Ngày đầu năm mới khi đó được tổ chức vào đầu mùa xuân, tương tự như ở Trung Quốc, Hàn Quốc và Việt Nam. Nhật Bản có tất cả 15 ngày lễ quốc gia được Chính phủ công nhận.

## Danh sách ngày lễ ở Nhật Bản
Nguồn:, sách Minna no Nihongo 1

### Tháng 1
- Ngày 1: Nguyên Đán (元旦 Gantan?). Từ cuộc Duy tân Minh Trị, Nhật Bản chuyển sang đón năm mới theo dương lịch, tương tự các quốc gia phương Tây.
- Thứ hai tuần 2: Ngày Thành Nhân (成人の日 Seijin no Hi?). Dành cho các thanh niên bước sang tuổi 20.

### Tháng 2
- Ngày 11: Ngày quốc khánh (建国記念の日 Kenkoku Kinen no Hi?, cũng gọi là Ngày Kiến Quốc). Vào ngày này năm 660 trước Công nguyên, Thiên hoàng đầu tiên của Nhật đã đăng quang.
- Ngày 23: Sinh nhật Thiên hoàng (天皇誕生日 Tennō Tanjōbi?). Bắt đầu từ 2020. Đương kim Thiên Hoàng Naruhito sinh ngày 23 tháng 2 năm 1960. Trước đó trong thời kỳ Bình Thành, ngày lễ này được tổ chức vào ngày 23 tháng 12 - ngày sinh của Thượng hoàng Akihito. Năm 2019 vì Thượng hoàng Akihito thoái vị vào ngày 30 tháng 4 nên năm đó không có ngày này.

### Tháng 3
- * Ngày 20 hoặc 21: Ngày xuân phân (春分の日 Shunbun no Hi?).

### Tháng 4
- Ngày 29: Ngày Chiêu Hòa (昭和の日 Shōwa no Hi?). Kỷ niệm sinh nhật của Thiên hoàng Chiêu Hòa.

### Tháng 5
- Ngày 3:Ngày kỷ niệm hiến pháp (Nhật Bản) Ngày kỷ niệm Hiến pháp (憲法記念日 Kenpō Kinenbi?). Ngày này có từ 1947 để kỷ niệm hiến pháp Nhật Bản, đánh dấu một thể chế mới được thiết lập và có hiệu lực tại Nhật Bản sau Thế chiến thứ hai.
- Ngày 4: Ngày cây xanh (みどりの日 Midori no Hi?). Ngày nhắn nhủ mọi người bảo vệ cây xanh, trồng cây, không phá rừng.
- Ngày 5: Ngày thiếu nhi (こどもの日 Kodomo no Hi?). Đây là ngày lễ cầu sức khỏe và hạnh phúc cho trẻ em.

### Tháng 7
- Thứ Hai tuần 3: Ngày của biển, (海の日 Umi no Hi?). Đây là ngày lễ tạ ơn những gì biển đang ban cho con người, có gốc gác lịch sử từ sự kiện Thiên hoàng Minh Trị từ Hokkaido trở về an toàn bằng thuyền vào năm 1876.

### Tháng 8
- Ngày 11: Ngày của Núi, (山の日 Yama no Hi?) Ngày này được thực hiện từ năm 2016, tăng thêm một ngày nghỉ quốc dân, thể hiện ý nguyện tạo thêm cơ hội gần gũi với thiên nhiên.

### Tháng 9
- Thứ Hai tuần 3: Ngày kính lão (敬老の日 Keirō no Hi). Thể hiện sự tôn kính với người cao tuổi, có từ năm 1966.
- * Khoảng ngày 23: Ngày thu phân (秋分の日 Shūbun no Hi?)

### Tháng 10
- Thứ Hai tuần 2: Ngày thể thao (スポーツの日 Supōtsu no Hi?). Từ 2019 về trước gọi là Ngày thể dục (体育 の日 Taiiku no Hi?). Ngày này có từ năm 1966 để ghi nhớ sự kiện Thế vận hội Mùa hè 1964 tại Tokyo. Riêng năm 2021, ngày này (thứ Hai ngày 11 tháng 10) được hoán đổi với thứ Sáu ngày 23 tháng 7 để dành cho Lễ khai mạc Thế vận hội Mùa hè 2020. Người dân được nghỉ ngày 23/7, bù lại họ phải đi làm trong ngày 11/10.

### Tháng 11
- Ngày 3: Ngày văn hóa (文化の日 Bunka no Hi?). Đây là ngày lễ khuyến khích sự hưng thịnh và sự phát triển của nền văn hóa truyền thống cùng tình yêu tự do và hòa bình.
- Ngày 23: Ngày Cảm tạ Lao động (勤労感謝の日 Kinrō Kansha no Hi?). Ngày lễ này nhằm đề cao giá trị của lao động và cảm tạ một vụ mùa bội thu.

(*) Thay đổi theo năm.
Nếu một ngày nghỉ Quốc Gia rơi vào Chủ nhật thì ngày thứ Hai liền sau sẽ được nghỉ bù. Có một kì nghỉ liền từ ngày 29 tháng 04 đến 05 tháng 05, được gọi là Golden Week (ゴールデンウィーク, "Tuần lễ vàng"). Một số công ty cho nhân viên nghỉ suốt cả tuần.

## Các đám tang và lễ hội hoàng gia
Một số sự kiện lễ hội hoặc lễ tang hoàng gia cũng được xem là ngày nghỉ lễ ở năm chúng diễn ra.
Từ khi Luật ngày lễ ra đời, đã có sáu sự kiện như vậy, gồm:
- 10 tháng 4 năm 1959: Hôn lễ của Thái tử Akihito
- 24 tháng 2 năm 1989: Quốc tang của Thiên hoàng Chiêu Hòa
- 12 tháng 11 năm 1990: Lễ đăng quang của Thiên hoàng Akihito
- 9 tháng 6 năm 1993: Hôn lễ của Thái tử Naruhito
- 30 tháng 4 năm 2019: Lễ thoái vị của Thiên hoàng Akihito
- 22 tháng 10 năm 2019: Lễ đăng cơ của Thiên hoàng Naruhito

## Thay đổi gần đây
Bắt đầu từ năm 2000, Nhật Bản bổ sung Hệ thống thứ Hai hạnh phúc, theo đó một số ngày lễ được chuyển sang thứ Hai nhằm có được kỳ nghỉ cuối tuần dài hơn:
- Ngày lễ thành nhân: chuyển từ 15 tháng 1 sang thứ Hai tuần thứ hai của tháng 1, bắt đầu từ năm 2000.
- Ngày của biển: chuyển từ 20 tháng 7 sang thứ Hai tuần thứ ba của tháng 7, bắt đầu từ năm 2003.
- Ngày kính lão: chuyển từ 15 tháng 9 sang thứ Hai tuần thứ ba của tháng 9, bắt đầu từ năm 2003.
- Ngày thể dục thể thao: chuyển từ 10 tháng 10 sang thứ Hai tuần thứ hai của tháng 10, bắt đầu từ năm 2000.

Năm 2005, Nhật Bản quyết định dời Ngày cây xanh từ 29 tháng 4 sang 4 tháng 5, thế vào đó là Ngày Chiêu Hoà (tức Ngày Shōwa) - một ngày lễ mới. Các thay đổi này có hiệu lực từ năm 2007.